# Hospital Nacional Larga Estancia
El Hospital Nacional Larga Estancia o Hospital de Palo Seco fue uno de los hospitales nacionales perteneciente al Ministerio de Salud de Panamá, especializado en el manejo y recuperación de las enfermedades crónico-degenerativas y terminales. Fue clausurado en el año 2011 con el traslado de sus pacientes al Hospital Santo Tomás y al Hospital Hogar de La Esperanza de la Caja de Seguro Social en Veracruz.

## Historia
En 1904 los estadounidenses identificaron a siete personas que vivían aisladas y padecían de la enfermedad de Hansen. Fue entonces cuando el Coronel William C. Gorgas, jefe de salubridad del canal de Panamá en 1905, obtuvo una partida de 25 000 dólares estadounidenses de parte del Congreso de Estados Unidos para la construcción de una instalación en la Zona del Canal de Panamá que le brindase atención a este grupo de personas.
El 10 de abril de 1907 se inauguró el hospital, con 10 pacientes, siendo una instalación totalmente aislada con acceso únicamente por mar.
Desde 1907, el hospital cambió su denominación en varias ocasiones como La Aguadilla, Asilo de Leprosos de Palo Seco, Colonia de Leprosos de Palo Seco, Leprosorio de Palo Seco y finalmente en 1964 se le definió como hospital dándole el nombre de Hospital de Palo Seco.
No es sino hasta el 1 de octubre de 1979, gracias a los Tratados Torrijos-Carter, que su administración pasó a manos panameñas a través del Ministerio de Salud
En 1996 se le reclasificó como hospital de tercer nivel de atención y se le dio el nombre de Hospital de Larga Estancia, instaurándose así la atención a ancianas o ancianos con enfermedades crónicas degenerativas o terminales y finalmente el 2 de julio de 1998, según la Resolución 276 se le cambió a Hospital Nacional Larga Estancia, teniendo así cobertura nacional.

### Reestructuración
En el 2008, se inició un nuevo proceso de atención con el cambio de la misión, visión y filosofía de la atención, involucrándose en los procesos de recuperación para dar respuesta a la salud pública teniendo así un impacto positivo en la cantidad de camas de los diferentes hospitales generales y evitando así las crisis que producen las hospitalizaciones en los cuartos de urgencia.
En los últimos años se reestructuró hacia una instalación especializada en el manejo de la recuperación, rehabilitación y soporte de las enfermedades crónico–degenerativas y terminales.
Junto con la reestructuración se incluyeron programas de docencia en pregrado primordialmente y postgrado. En el pregrado se hicieron rotaciones de estudiantes de medicina, fisioterapia, enfermería entre otros y en el postgrado fue un centro de rotación clínica de programas de residencia de medicina familiar y geriatría.

### Cierre
Debido al constante deterioro de las estructuras, supuso un creciente riesgo para los pacientes y el personal médico, por lo que en julio de 2011 se decidió el cierre del hospital y los 20 pacientes que aún quedaban fueron trasladados al Hospital Santo Tomás, y posteriormente algunos quedaron bajo el paraguas del Instituto de Salud Mental. Años después se reportó que las instalaciones estaban totalmente en ruinas y engullidas mayormente por la selva.